# Kaludra (Berane)
Pour les articles homonymes, voir Kaludra.
Kaludra (en serbe cyrillique : Калудра) est un village du nord-est du Monténégro, dans la municipalité de Berane.

## Démographie

### Évolution historique de la population
| 1948 | 1953 | 1961 | 1971 | 1981 | 1991 | 2003 |
| ---- | ---- | ---- | ---- | ---- | ---- | ---- |
| 576  | 597  | 611  | 552  | 445  | 348  | 267  |